# Direction de la Surveillance du Territoire
Direction de la Surveillance du Territoire, DST (dosł. Dyrekcja Nadzoru Terytorium) – dawna francuska służba specjalna, komórka organizacyjna Police nationale zajmująca się kontrwywiadem i zwalczaniem terroryzmu, utworzona w 1944 roku w miejsce wydziału kontrwywiadu Sûreté Generale – ST (Surveillance du Territoire). Zlikwidowana w 2008, została zastąpiona przez DCRI.
DST podlegała Ministerstwu Spraw Wewnętrznych Republiki Francuskiej, na jej czele stał tradycyjnie były komisarz policji. 
W okresie zimnej wojny najważniejszym zadaniem DST była walka z radzieckimi działaniami wywrotowymi we Francji i penetracją francuskich instytucji państwowych - zwłaszcza służb wywiadowczych przez agentów wywiadu zwerbowanych przez radzieckich funkcjonariuszy i żołnierzy wywiadu nielegalnego (bez immunitetu dyplomatycznego) GRU Sztabu Generalnego SZ ZSRR i I Zarządu Głównego Komitetu Bezpieczeństwa Państwowego ZSRR, dyplomatów radzieckich (placówki PGU KGB i GRU  przy Ambasadzie ZSRR, jedna z największych na świecie, kontrolowała około 700 agentów miejscowych, w większości paryskich).
Regularny podsłuch łączności telefonicznej i radiowej Ambasady ZSRR w Paryżu służył przede wszystkim identyfikacji operujących we Francji tzw. legalnych czyli funkcjonariuszy i żołnierzy pod przykryciem dyplomatów.
Największy sukces tej instytucji kontrwywiadowczej Republiki Francuskiej udało się odnieść w 1983 roku, kiedy uzyskano informacje niejawne (Akta Farewell) od OZI Farewell, czyli Władimira Wietrowa, funkcjonariusza wywiadu naukowo-technicznego PGU KGB ZSRR. Uzyskano informacje umożliwiające identyfikację licznej grupy agentów i funkcjonariuszy radzieckiego wywiadu, czego efektem było jednorazowe wydalenie z Francji uznanych za szpiegów 47 obywateli ZSRR, w tym 40 dyplomatów, 5 przedstawicieli handlowych (z radzieckich PHZ) i 2 korespondentów Agencji TASS.

## Dyrektorzy DST
- Roger Wybot (1944-1959)
- Gabriel Eriau (1959-1961)
- Daniel Doustin (1961-1964)
- Tony Roche (1964-1967)
- Jean Rochet (1967-1972)
- Henri Biard (1972-1974)
- Jacques Chartron (1974-1975)
- Marcel Chalet (1975-1982)
- Yves Bonnet (1982-1985)
- Rémy Pautrat (1985-1986)
- Bernard Gérard (1986-1990)
- Jacques Fournet (1990-1993)
- Philippe Parant (1993-1997)
- Jean-Jacques Pascal (1997-2002)
- Pierre de Bousquet de Florian (2002-2007)
- Bernard Squarcini (od 2007 do likwidacji instytucji w 2008, powołany na szefa utworzonej 1 lipca 2008 DCRI)

## Schemat organizacyjny
- Dyrektor
- Pierwszy Wicedyrektor
  - Centralna służba badań
    - Technika operacyjna
    - Podsłuchy
    - Obserwacja
    - Ochrona tajemnicy
    - Związek Radziecki
    - Czechosłowacja
    - Polska
    - Pozostałe kraje

  - Służba E-1 (analizy)
    - Związek Radziecki
    - Czechosłowacja
    - Polska
    - Pozostałe kraje
- Drugi Wicedyrektor
  - Policja kontroli radiowej
  - Służba E-2 (operacje)
    - Plan ogólny
    - Algieria